# Antón de Escalante
Antón de Escalante (Pasajes de San Juan, 1460? - Pasajes de San Juan, 1525?) fue un explorador español que  tuvo un importante papel en los primeros años del Descubrimiento de América.
Participó en el segundo viaje de Cristóbal Colón como capitán y armador de la nao Santa María donde también navegaba Cristóbal Colón.
A primeros de junio de 1499, se produciría su segundo viaje denominado de Descubrimiento y Rescate. En este caso con una nave comandada por Cristóbal Guerra, llevando de piloto a Peralonso Niño y en la que el maestre era el propio Antón de Escalante.
En su tercer viaje a las Indias, partió con dos naos en la primavera de 1501 junto con Rodrigo de Bastidas, el cartógrafo Juan de la Cosa y Vasco Núñez de Balboa. En éste viaje descubrieron por  primera vez parte de las costas colombianas y panameñas.

## Biografía
Antón Éscalante nació en Pasajes de San Juan aunque fue bautizado en la parroquia de San Sebastián a mediados del siglo XV.
Pronto se familiarizó con la dinámica comercial y marítima y ya en 1478 se le concedía licencia a él y a otros vecinos de San Sebastián y Fuenterrabía,  para cargar en Jerez de la Frontera doscientos cahíces de trigo destinados al abastecimiento de la zona guipuzcoana.

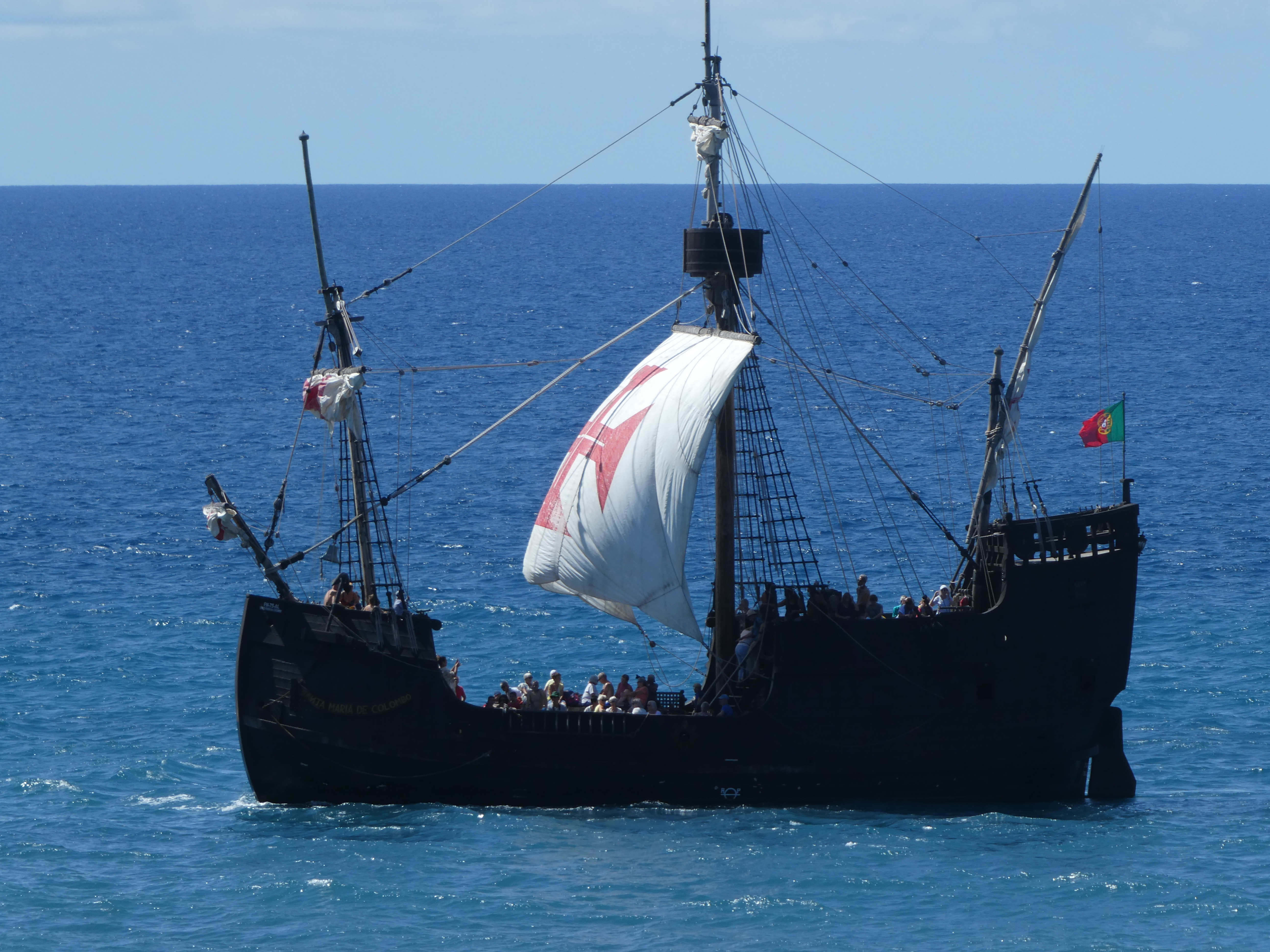
Carabela Colombina

Pocos años después, en la primera mitad de la década de 1480, Antón aparecerá, junto con su hermano Miguel, comandando dos barcos para el transporte de hierro guipuzcoano a la ciudad inglesa de Bristol y en el viaje de vuelta transportaban un cargamento de telas, como está documentado en 1485.
En 1493, una embarcación propiedad de Antón de Escalante fue designada por Cristóbal Colón para ser utilizada como la capitana del Segundo viaje de Colón. 
Su nombre anterior era Marigalante y pasó a denominarse Santa María, donde viajaron Cristóbal Colón, Antonio de  Torres, el franciscano y primer eclesiástico en América  Bernardo Boil, Pedro de Margarit, el médico Diego Álvarez Chanca  y Antón Escalante como maestrepartiendo de Cádiz el 25 de septiembre de 1493aunque el viaje se extendió desde 1493 hasta su desembarco en Cádiz el 1 de junio de 1496.
Descubrieron las Antillas Menores, las actuales Dominica y Guadalupe, pasaron por San Juan de Puerto Rico y llegaron a La Española, fundando su primera ciudad muy cerca y a la que bautizaron con el nombre de “La Isabela”. Después exploraron Cuba, recorrieron hasta La Habana, navegaron al sur y descubrieron Jamaica.

### Después del viaje con Colón
Hay controversias sobre la participación de Antón de Escalante en la tercera expedición de Cristóbal Colón en 1498, aunque no se puede confirmar definitivamente.
La siguiente travesía de Antón de Escalante fue en los viajes denominados de Descubrimiento y Rescate organizados al margen de la estructura expedicionaria colombina e impulsados por el obispo Juan Rodríguez Fonseca.
Fueron dos viajes de Descubrimiento y Rescate, en el primero viajaron Alonso de Ojeda, Juan de La Cosa y Américo Vespucio, mientras que el segundo partió a primeros de junio de 1499 con Antón de Escalante como maestre en una nave comandada por Cristóbal Guerra, llevando de piloto a Peralonso Niño. Estos viajes contribuyeron decisivamente a la confección del conocido mapa de Juan de la Cosa en el año 1500, con quien Antón tuvo una buena relación. 

### Último viaje y vida posterior
Su última expedición a las Indias lo efectuó junto con Rodrigo de Bastidas y Juan de la Cosa, estando la expedición compuesta con dos navíos uno de los cuales era la carabela San Antón del maestre Antón de Escalante y que partió en primavera del año 1501 y en la que se avistaron por primera vez parte de las costas colombianas y panameñas. Este viaje se haría financiado por Bastidas y finalizó en septiembre de 1502 en Sevilla, atracando con un importante cargamento de perlas y oro aunque con varios pleitos por resolver.

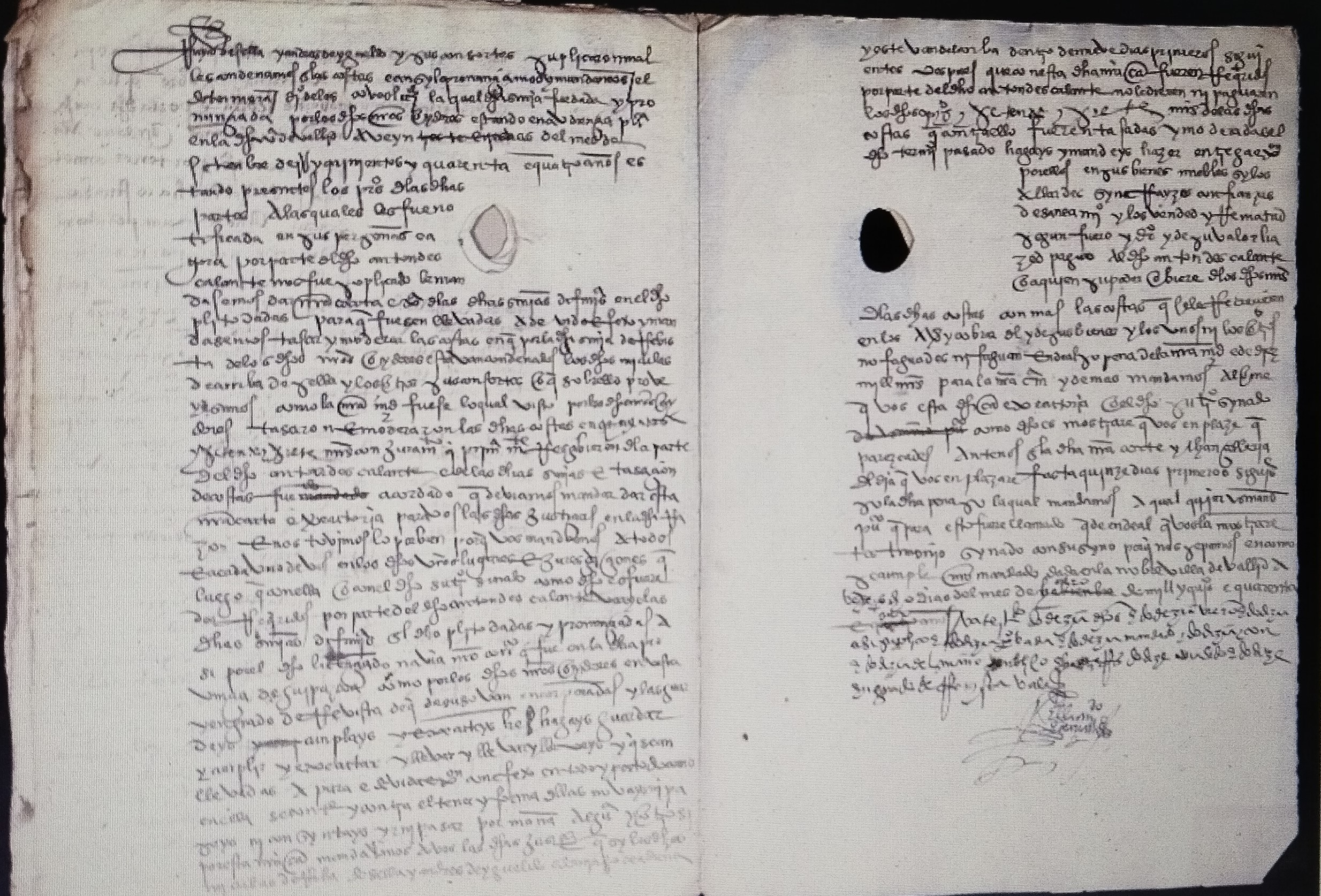
Pleito de Antón de Escalante con Nicolás de Ribadesella

Es destacable que en estos primeros viajes de descubrimiento, tanto Alonso de Ojeda como Cristóbal Guerra o Rodrigo de Bastidas no conocían la ruta ni la zona y, por supuesto, nada sabían de navegación, contrariamente a Juan de la Cosa, Peralonso Niño o Antón de Escalante con una larga experiencia de casi una década.
Tras su periplo americano Antón volvió a Pasajes con una considerable fortuna existiendo documentos administrativos que lo mencionan en 1520 aunque la fecha de su muerte es desconocida.
Hay un periodo de unos 10 años sin noticias de su estancia en Sevilla desde su último viaje con Rodrigo de Bastidas y su retorno a Pasajes en el que puede pensarse que hubo otros viajes o actividades no documentadas.

## Epílogo
En segundo lugar, su intensa relación con Juan de la Cosa, con quien realizó varios viajes a las Indias y de alguna manera colaboró en la elaboración del mapa del continente americano más antiguo  que se conoce depositado en el Museo Naval de Madrid.